# Ohio City, Ohio
Ohio City là một làng thuộc quận Van Wert, tiểu bang Ohio, Hoa Kỳ. Năm 2010, dân số của làng này là 705 người.

## Dân số
- Dân số năm 2000: 784 người.
- Dân số năm 2010: 705 người.